# Gottfried Kinkel (Politiker)
Gottfried Kinkel (* 30. August 1871 in Bonholz, Oberamt Welzheim; † 11. Dezember 1932 in Göppingen) war ein deutscher Politiker und württembergischer Landtagsabgeordneter.

## Leben und Werk
Nach dem Besuch der Volksschule machte Gottfried Kinkel eine Schreinerlehre und ging anschließend auf Wanderschaft. Von 1891 bis 1894 leistete er seinen Militärdienst ab. Bis 1907 arbeitete er als Schreinergehilfe, zuletzt als selbstständiger Schreinermeister. Vom September 1907 bis Juni 1912 war Kinkel angestellter Krankenkassenkontrolleur der OKK Göppingen, wegen angeblicher dienstlicher Verfehlungen wurde er entlassen. Vom Juni 1912 bis zu seinem Tode arbeitete er anschließend als Zigarrenhändler in Göppingen.

## Politik
Seit 1889 war Kinkel Mitglied der SPD und der Gewerkschaft (Holzarbeiterverband). Von 1897 bis 1898 und 1903 war er Vorsitzender des Göppinger Gewerkschaftskartells und 1908 Vorsitzender der Göppinger SPD. 1917 wurde er Mitglied der USPD, 1922 kam er zur SPD zurück. 
1910 wurde Gottfried Kinkel in einer Ersatzwahl für den ausgetretenen Johannes von Hieber in den Württembergischen Landtag gewählt, er trat das Mandat am 14. Januar 1911 an und gehörte dem Gremium bis 1912 an. 1920 wurde er über die Landesliste der USPD erneut in den Landtag des freien Volksstaates Württemberg gewählt, dort war er von 1919 bis 1922 Vorsitzender der USPD-Fraktion. Nach Wiederwahlen in den Jahren 1924 und 1928 gehörte er dem Landtag bis zum Tode an.
1912 und 1920 kandidierte Kinkel erfolglos für den Reichstag. Von 1907 bis 1913 und von 1919 bis 1932 war er außerdem Mitglied des Gemeinderats in Göppingen.